# Grand Prix Formule 1 van Las Vegas 1982
De Grand Prix Formule 1 van Las Vegas 1982 werd verreden op 25 september op het Caesars Palace Grand Prix Circuit in Las Vegas, Nevada. Het was de zestiende en laatste race van het seizoen.

## Uitslag
| Positie | Nummer | Rijder             | Team            | Ronden | Tijd/Opgave          | Startplaats | Punten |
| ------- | ------ | ------------------ | --------------- | ------ | -------------------- | ----------- | ------ |
| 1       | 3      | Michele Alboreto   | Tyrrell-Ford    | 75     | 1:41:56.888          | 3           | 10     |
| 2       | 7      | John Watson        | McLaren-Ford    | 75     | + 27,292 s           | 9           | 6      |
| 3       | 25     | Eddie Cheever      | Ligier-Matra    | 75     | + 56,450 s           | 4           | 4      |
| 4       | 15     | Alain Prost        | Renault         | 75     | + 1:08,648 s         | 1           | 3      |
| 5       | 6      | Keke Rosberg       | Williams-Ford   | 75     | + 1:11.375           | 6           | 2      |
| 6       | 5      | Derek Daly         | Williams-Ford   | 74     | + 1 Ronde            | 14          | 1      |
| 7       | 29     | Marc Surer         | Arrows-Ford     | 74     | + 1 Ronde            | 17          |        |
| 8       | 4      | Brian Henton       | Tyrrell-Ford    | 74     | + 1 Ronde            | 19          |        |
| 9       | 22     | Andrea de Cesaris  | Alfa Romeo      | 73     | + 2 Rondes           | 18          |        |
| 10      | 23     | Bruno Giacomelli   | Alfa Romeo      | 73     | + 2 Rondes           | 16          |        |
| 11      | 30     | Mauro Baldi        | Arrows-Ford     | 73     | + 2 Rondes           | 23          |        |
| 12      | 17     | Rupert Keegan      | March-Ford      | 73     | + 2 Rondes           | 25          |        |
| 13      | 18     | Raul Boesel        | March-Ford      | 69     | + 6 Rondes           | 24          |        |
| NC      | 9      | Manfred Winkelhock | ATS-Ford        | 62     | Niet geklasseerd     | 22          |        |
| NF      | 8      | Niki Lauda         | McLaren-Ford    | 53     | Motor                | 13          |        |
| NF      | 33     | Tommy Byrne        | Theodore-Ford   | 39     | Spin                 | 26          |        |
| NF      | 35     | Derek Warwick      | Toleman-Hart    | 32     | Bougie               | 10          |        |
| NF      | 11     | Elio de Angelis    | Lotus-Ford      | 28     | Motor                | 20          |        |
| NF      | 28     | Mario Andretti     | Ferrari         | 26     | Achterwiel ophanging | 7           |        |
| NF      | 1      | Nelson Piquet      | Brabham-BMW     | 26     | Bougie               | 12          |        |
| NF      | 16     | René Arnoux        | Renault         | 20     | Motor                | 2           |        |
| NF      | 2      | Riccardo Patrese   | Brabham-BMW     | 17     | Koppeling            | 5           |        |
| NF      | 12     | Nigel Mansell      | Lotus-Ford      | 8      | Botsing              | 21          |        |
| NF      | 26     | Jacques Laffite    | Ligier-Matra    | 5      | Ontsteking           | 11          |        |
| NS      | 27     | Patrick Tambay     | Ferrari         | 0      | Fysiek               | 8           |        |
| NS      | 14     | Roberto Guerrero   | Ensign-Ford     | 0      | Motor                | 15          |        |
| NS      | 31     | Jean-Pierre Jarier | Osella-Cosworth | 0      | Ongeluk              | 27          |        |
| NQ      | 36     | Teo Fabi           | Toleman-Hart    |        |                      |             |        |
| NQ      | 10     | Eliseo Salazar     | ATS-Ford        |        |                      |             |        |
| NQ      | 20     | Chico Serra        | Fittipaldi-Ford |        |                      |             |        |

## Statistieken
| Pole-position | Alain Prost      | Renault      | 1:16.356 |
| Snelste ronde | Michele Alboreto | Tyrrell-Ford | 1:19.639 |

## Noot
- Eerste snelste ronde, eerste rondes als raceleider en eerste Grand Prix-winst voor Michele Alboreto.
- Eerste (en enige) wereldtitel voor Keke Rosberg en eerste wereldtitel voor een Finse coureur. Rosberg was de twintigste coureur die wereldkampioen werd.

Grand Prix Formule 1 van de Verenigde Staten: 1908 · 1910 · 1911 · 1912 · 1914 · 1915 · 1916 · 1959 · 1960 · 1961 · 1962 · 1963 · 1964 · 1965 · 1966 · 1967 · 1968 · 1969 · 1970 · 1971 · 1972 · 1973 · 1974 · 1975 · 1976 · 1977 · 1978 · 1979 · 1980 · 1989 · 1990 · 1991 · 2000 · 2001 · 2002 · 2003 · 2004 · 2005 · 2006 · 2007 · 2012 · 2013 · 2014 · 2015 · 2016 · 2017 · 2018 · 2019 · 2021 · 2022 · 2023 · 2024 · 2025 · 2026

Indianapolis 500: 1950 · 1951 · 1952 · 1953 · 1954 · 1955 · 1956 · 1957 · 1958 · 1959 · 1960

Grand Prix Formule 1 van de Verenigde Staten West: 1976 · 1977 · 1978 · 1979 · 1980 · 1981 · 1982 · 1983

Grand Prix Formule 1 van Las Vegas: 1981 · 1982 · 2023 · 2024 · 2025

Grand Prix Formule 1 van de Verenigde Staten Oost: 1982 · 1983 · 1984 · 1985 · 1986 · 1987 · 1988

Grand Prix Formule 1 van Dallas: 1984

Grand Prix Formule 1 van Miami: 2022 · 2023 · 2024 · 2025 · 2026 · 2027 · 2028 · 2029 · 2030 · 2031 · 2032 · 2033 · 2034 · 2035 · 2036 · 2037 · 2038 · 2039 · 2040 · 2041